# 데스플레인스

데스플레인스의 위치

데스플레인스(Des Plaines)는 미국 일리노이주 쿡 군에 위치한 도시이다. 도시의 모토는 "Good Move"이다. 2010년 인구 조사의 인구는 58,364명이였다. 시카고의 교외 지역으로, 오헤어 국제공항이 인근에 있다. 데스플레인스 강이 다운타운의 동쪽 지역을 지난다. 다운타운의 북쪽인 리 스트리트에 1955년 레이 크로크가 문을 연 첫번째 맥도날드의 본거지로, 현재는 박물관으로 사용되고 있다.

## 인구
| 인구조사              | 인구   | Note  | %±     |
| --------------------- | ------ | ----- | ------ |
| 1880년                | 818    |       | —      |
| 1890년                | 986    |       | 20.5%  |
| 1900년                | 1,666  |       | 69.0%  |
| 1910년                | 2,348  |       | 40.9%  |
| 1920년                | 3,451  |       | 47.0%  |
| 1930년                | 8,798  |       | 154.9% |
| 1940년                | 9,518  |       | 8.2%   |
| 1950년                | 14,994 |       | 57.5%  |
| 1960년                | 34,886 |       | 132.7% |
| 1970년                | 57,239 |       | 64.1%  |
| 1980년                | 53,568 |       | −6.4%  |
| 1990년                | 53,223 |       | −0.6%  |
| 2000년                | 58,720 |       | 10.3%  |
| 2010년                | 58,364 |       | −0.6%  |
| 2019 (추산)           | 58,899 | [ 2 ] | 0.9%   |
| U.S. Decennial Census |        |       |        |

## 시설

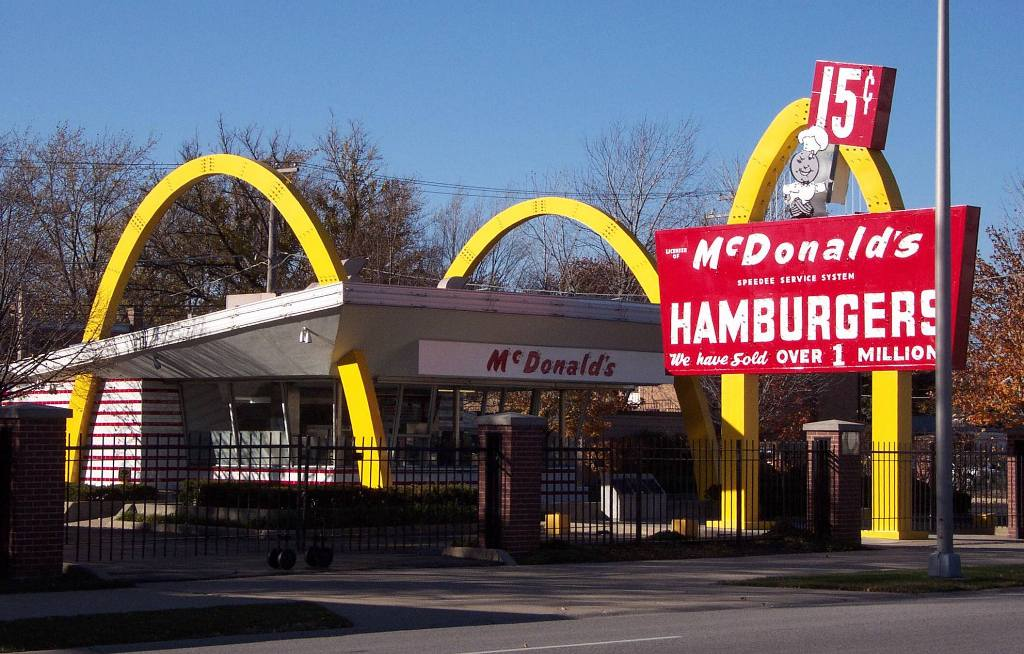
맥도날드 1호점 박물관

- 데스플레인스 공립도서관
- 데스플레인스 극장
- 미스틱 워터스 패밀리 아쿠아틱 센터
- 메리빌 아카데미
- 맥도날드 1호점 박물관
- 메소디스트 캠프 그라운드
- 리버스 카지노